# John Needham
John Turberville  Needham, född den 10 september 1713 i London, död den 30 december 1781 i Bryssel, var en engelsk naturforskare och romersk-katolsk präst.
Needham var en av sin tids mera bemärkta forskare med mikroskopets hjälp och gjorde på det området flera upptäckter. En del av hans fysiologiska undersökningar publicerades i Observations upon the Generation, Composition, and Decomposition of Animal and Vegetable Substances (1749).